# Uri Hasson
Uri Hasson (hebräisch אורי חסון; * 1972) ist ein israelisch-amerikanischer Neurowissenschaftler.
Hasson ist Professor an der Princeton University.
Nach dem Bachelor (1994) und Master (1998) an der Hebräischen Universität Jerusalem wurde er 2004 am Weizmann-Institut für Wissenschaften bei Rafael Malach promoviert. Es folgte ein Postdoc-Aufenthalt an der New York University. 2008 trat er in die Fakultät der Princeton University ein.
Er ist nicht zu verwechseln mit Uri Hasson, Professor an der Universität Trento.

## Auszeichnungen
- 2016: NIH Pioneer Research award

## Schriften (Auswahl)
- Uri Hasson et al.: Intersubject synchronization of cortical activity during natural vision. In: Science. Band 303, Nr. 5664, 2004, S. 1634–1640.
- R. Mukamel, H. Gelbard, A. Arieli, U. Hasson, I. Fried, R. Malach: Coupling between neuronal firing, field potentials, and FMRI in human auditory cortex. In: Science. Band 309, Nr. 5736, 5. Aug 2005, S. 951–954. doi:10.1126/science.1110913.
- I. Dinstein, U. Hasson, N. Rubin, D. J. Heeger: Brain areas selective for both observed and executed movements. In: Journal of neurophysiology. Band 98, Nr. 3, 2007, S. 1415–1427.
- U. Hasson, O. Landesman, B. Knappmeyer, I. Vallines, N. Rubin, D. J. Heeger: Neurocinematics: The neuroscience of film. In: Projections. Band 2, Nr. 1, 2008, S. 1–26.
- Uri Hasson, Eunice Yang, Ignacio Vallines, David J Heeger, Nava Rubin: A hierarchy of temporal receptive windows in human cortex. In: Journal of Neuroscience. Band 28, Nr. 10, 2008, S. 2539–2550.
- Hasson, U., Avidan, G., Gelbard, H., Vallines, I., Harel, M., Minshew, N., & Behrmann, M. (2009): Shared and idiosyncratic cortical activation patterns in autism revealed under continuous real‐life viewing conditions. Autism Research, 2(4), 220-231.
- G. J. Stephens, L. J. Silbert, U. Hasson: Speaker-listener neural coupling underlies successful communication. In: Proc Natl Acad Sci U S A. Band 107, Nr. 32, 10. Aug 2010, S. 14425–14430. doi:10.1073/pnas.1008662107.
- U. Hasson, R. Malach, D. J. Heeger: Reliability of cortical activity during natural stimulation. In: Trends Cogn Sci. Band 14, Nr. 1, Jan 2010, S. 40–48. doi:10.1016/j.tics.2009.10.011.
- U. Hasson, A. A. Ghazanfar, B. Galantucci, S. Garrod, C. Keysers: Brain-to-brain coupling: a mechanism for creating and sharing a social world. In: Trends Cogn Sci. Band 16, Nr. 2, Feb 2012, S. 114–121. doi:10.1016/j.tics.2011.12.007.
- U. Hasson, J. Chen, C. J. Honey: Hierarchical process memory: memory as an integral component of information processing. In: Trends Cogn Sci. Band 19, Nr. 6, Jun 2015, S. 304–313. doi:10.1016/j.tics.2015.04.006.
- Uri Hasson, Chris D. Frith: Mirroring and beyond: coupled dynamics as a generalized framework for modelling social interactions. In: Philosophical Transactions of the Royal Society B: Biological Sciences. Band 371, Nr. 1693, 2016, S. 20150366.
- Yichuan Liu, Elise A. Piazza, Erez Simony, Patricia A. Shewokis, Banu Onaral, Uri Hasson, Hasan Ayaz: Measuring speaker–listener neural coupling with functional near infrared spectroscopy. In: Sci Rep. Band 7, 2017, S. 43293. doi:10.1038/srep43293.
- E. A. Piazza, L. Hasenfratz, U. Hasson, C. Lew-Williams: Infant and adult brains are coupled to the dynamics of natural communication. In: Psychological science. Band 31, Nr. 1, 2020, S. 6–17.
- Y. Yeshurun, M. Nguyen, U. Hasson: The default mode network: where the idiosyncratic self meets the shared social world. In: Nat Rev Neurosci. Band 22, 2021, S. 181–192. doi:10.1038/s41583-020-00420-w.
- S. Kumar, T. R. Sumers, T. Yamakoshi et al. [Uri Hasson]: Shared functional specialization in transformer-based language models and the human brain. In: Nat Commun. Band 15, 2024, S. 5523. doi:10.1038/s41467-024-49173-5.
- Zaid Zada et al. [Uri Hasson]: A shared model-based linguistic space for transmitting our thoughts from brain to brain in natural conversations. In: Neuron. Band 112, 2024, S. 1–12. doi:10.1016/j.neuron.2024.06.025.
- Uncovering a Timescale Hierarchy by Studying the Brain in a Natural Context. In: Journal of Neuroscience. Band 45, Nr. 12, 19. März 2025, Artikel e2368242025; doi:10.1523/JNEUROSCI.2368-24.2025.
- Goldstein, A., Wang, H., Niekerken, L. et al. [Uri Hasson]: A unified acoustic-to-speech-to-language embedding space captures the neural basis of natural language processing in everyday conversations. Nat Hum Behav 9, 1041–1055 (2025). https://doi.org/10.1038/s41562-025-02105-9. (AI analysis of 100 hours of real conversations — and the brain activity underpinning them — reveals how humans understand language) (Brains on chat: AI cracks real-world conversations)